# Zongmi
Guifeng Zongmi (圭峰宗密) (780 - 841), (Wade-Giles : Kuei-feng Tsung-mi; japonais : Keiho Shumitsu) est un moine bouddhiste chinois érudit de la dynastie Tang, maitre de l'école Chan, historien, cinquième patriarche de l'école Huayan (chinois : 华严; pinyin : Huáyán; japonais : Kegon; sanscrit : Avatamsaka) et aussi patriarche de l'école Heze (WG : Ho-tse) du Chan du Sud.
Ayant écrit un certain nombre d'essais extrêmement importants sur la situation contemporaine du bouddhisme en Chine, il fut une des figures les plus importantes dans l'histoire du bouddhisme de l'Asie de l'Est, et cela particulièrement pour la recherche contemporaine sur le bouddhisme, si l'on considère sa capacité de livrer une analyse claire du développement de Chan (Zen) et de Huayan ainsi qu'une description générale du climat intellectuel et religieux de son époque.
Savant méticuleux, Zongmi a écrit de vastes analyses critiques et de nombreuses exégèses scripturales tant sur les diverses tendances du Chan que sur les sectes scolastiques de la période. Profondément influencé par les théories de l'école Huayan, il est célèbre pour son travail dans le domaine de la classification doctrinale, avec sa tentative de représenter les disparités apparentes dans les doctrines du bouddhisme en les catégorisant selon leurs buts spécifiques. 
Zongmi, comme beaucoup de moines coréens postérieurs sur lesquels il a eu passablement d'influence, a été profondément intéressé par les aspects tant pratiques que doctrinaux du bouddhisme, et particulièrement préoccupé par la conciliation des points de vue, sans exclusive en faveur d'un courant ou de l'autre.